# Китайска суперлига
Китайската суперлига (на китайски: 中国足球协会超级联赛) е най-високото ниво на професионалния футбол в Китай.
До 2004 г. най-високата дивизия беше Лига Дзя-А.

## Структура
Първенството започва през февруари или март (пролетта в Китай) и завършва през ноември или декември (ранната зима). Дивизията съдържа 16 отбора, които играят по два пъти един срещу друг, като домакин и като гост, общо 30 мача за отбор.

## Отбори за сезон 2014
- Бейджин Гуан
- Чангчун Ятай
- Далиен Аербин
- Гуангджоу
- Гуангджоу Фули
- Гуижу
- Хангжоу Грийнтаун
- Харбин Итенг
- Хенан
- Джиангсу
- Ляонинг
- Шандонг
- Шанхай Шънхуа
- Шанхай Шенин
- Шанхай Донгя
- Тянджин Теда

## Шампиони по клубове
| Клуб               | Шампион | Години                                         |
| ------------------ | ------- | ---------------------------------------------- |
| Далиен Шиде        | 8       | 1994, 1996, 1997, 1998, 2000, 2001, 2002, 2005 |
| Гуанджоу Евъргранд | 7       | 2011, 2012, 2013, 2014, 2015, 2016, 2017       |
| Шандонг            | 4       | 1999, 2006, 2008, 2010                         |
| Шанхай Шънхуа      | 1       | 1995                                           |
| Бейджин Гуан       | 1       | 2009                                           |
| Шенжен Руби        | 1       | 2004                                           |
| Чангчун Ятай       | 1       | 2007                                           |
| Ляонин Хувин       | 1       | 1993                                           |
| Шанхай СИПГ        | 1       | 2018                                           |

## Шампиони
| Сезон | Шампион            |
| ----- | ------------------ |
| 2004  | Шенжен Руби        |
| 2005  | Далиен Шиде        |
| 2006  | Шандонг            |
| 2007  | Чангчун Ятай       |
| 2008  | Шандонг            |
| 2009  | Бейджин Гуан       |
| 2010  | Шандонг            |
| 2011  | Гуанджоу Евъргранд |
| 2012  | Гуанджоу Евъргранд |
| 2013  | Гуанджоу Евъргранд |
| 2014  | Гуанджоу Евъргранд |
| 2015  | Гуанджоу Евъргранд |
| 2016  | Гуанджоу Евъргранд |
| 2017  | Гуанджоу Евъргранд |
| 2018  | Шанхай СИПГ        |

|  | Тази страница частично или изцяло представлява превод на страницата Chinese Super League в Уикипедия на английски. Оригиналният текст, както и този превод, са защитени от Лиценза „Криейтив Комънс – Признание – Споделяне на споделеното“, а за съдържание, създадено преди юни 2009 година – от Лиценза за свободна документация на ГНУ. Прегледайте историята на редакциите на оригиналната страница, както и на преводната страница, за да видите списъка на съавторите. ВАЖНО: Този шаблон се отнася единствено до авторските права върху съдържанието на статията. Добавянето му не отменя изискването да се посочват конкретни източници на твърденията, които да бъдат благонадеждни. |